# 超変革打線
超変革打線（ちょうへんかくだせん）は、2016年から使用された、阪神タイガースの打線を指す愛称である。

## 概要

### 基本的な概説
阪神タイガースの2016年のスローガンである超変革がそのまま打線の愛称になったもの。
2015年10月17日に金本知憲が監督に就任したのが、この打線誕生の出発点である。（後に詳述するが、）金本監督の就任当時の阪神は、前任者である和田豊のときに主力打者がほぼ固定されていたことなどから、チーム状況として特に「打撃陣の世代交代（若手の底上げ）」が急務になっていた。
そこで金本監督は、この年のドラフト1位である外野手の髙山俊、育成選手から引き上げた捕手の原口文仁などの若手野手に積極的に出場機会を与えて、打撃陣の活性化を図った。
実際としては、この「超変革打線」は名称そのものとしてはあまり浸透したとは言い難く、むしろ「『超変革』を象徴する、複数の若手野手を積極的に起用する打線」というニュアンス（言い回し）で表現されることが多かった。
「超変革打線」を導入した1年目である2016年は、最終的には4位に終わった。なお、球団は（翌シーズンである）2017年のチームスローガンを「挑む」としたが、金本監督は「『超変革』という基本的な精神、姿勢は継続する」という趣旨のことを述べている。

### 打線誕生の背景
先述のように、2015年10月の金本政権の誕生により、「超変革打線」は誕生したが、前任の和田政権（2012年～2015年）は、2014年のクライマックスシリーズにおいて、読売ジャイアンツ相手に、4勝1敗で下して日本シリーズ進出を果たすなど、チーム成績の面では一定の結果は残しており、2015年シーズンも3位（Aクラス）であった。
しかし、2015年シーズンにおける打撃陣は、
- レギュラーメンバーにおいて、「若手」と純粋に呼べる選手は江越大賀（中堅手。当時は大卒1年目）1人のみ。
- レギュラーを固定できたポジションは、一塁手（マウロ・ゴメス）、遊撃手（鳥谷敬）、左翼手（マット・マートン）、右翼手（福留孝介）の4ポジションにとどまった。
- 上記の「絶対的レギュラー」は、いわゆるベテランまたは外国人選手に集中していた。

このように、打撃陣は不安要素がいくつも並ぶ状況になっており、いわゆる「世代交代」が急務の状況になっていたことから、「超変革打線」が誕生することとなった。なお、2016年シーズンを迎えるにあたってのシーズンオフにおける、打撃陣に関係する主だった動きは、マートンとの契約更新を見送り、新外国人としてマット・ヘイグ（主に三塁手としての起用を想定していた）を獲得したのみで、選手の入れ替えをほとんど行わず、若手選手の育成（底上げ）を鮮明にする方向性を強く滲ませていた。

### 打線の性格
金本政権では、誕生当初から、「積極的な走塁意識」や「強く振る意識」が選手に徹底され、原則として実績やプロ入り年数に関係なく、この2つの意識を体現できることが選手起用において重視する方針が打ち出されていた。金本監督の当初の構想は、鳥谷、福留、ゴメスの3選手を「軸」として、そこに中堅及び若手選手を積極的に組み込むことで活性化を図ることであった。
シーズン開幕戦では、「軸」と明言されていた先述の3選手、及び、新外国人のヘイグ（三塁手）、実績のある西岡剛（二塁手）の「実績組」の5人に加えて、オープン戦で結果を出した高山（左翼手）、横田慎太郎（中堅手。高卒3年目。それまでは一軍経験ゼロ）、岡﨑太一（捕手。高卒社会人から12年目だが、それまでの一軍通算出場試合数は41にとどまっていた）の3人を抜擢することでスタメンを編成。
シーズンを通して複数の若手選手が積極的に起用されたが、特に、
- 高山俊（この年のドラフト1位。主に左翼手。シーズンを通してほぼ継続的にレギュラーとして起用。8月20日の対巨人戦以後は「3番・左翼手」にほぼ固定されて、最終的に規定打席に到達。「打率.275、8本塁打、65打点、5盗塁」の成績を残して、新人王に輝いた）
- 原口文仁（高卒7年目。主に捕手。故障癖に苦しんだこともあり、2013年シーズンから育成選手契約であったが、4月27日に支配下選手登録がなされて、その日のうちに一軍登録。4月29日の巨人戦からスタメンとしてコンスタントに起用されて、5月22日の対広島戦以後は「5番・捕手」として多く起用されて、最終的に規定打席にわずかに届かなかったものの、「打率.299。11本塁打、46打点」の成績を残した[注 7]）
- 北條史也（高卒4年目。主に遊撃手。シーズン序盤は代打要員からのスタートだったが、5月22日の対広島戦から、二塁手あるいは三塁手として継続的にスタメンで起用。8月12日の対中日戦以後は「1番・遊撃手」にほぼ固定されて、最終的に規定打席にわずかに届かなかったものの、「打率.267、2本塁打、26打点、5盗塁」の成績を残した）

この3選手は特に積極的に起用されて、一定以上の個人成績を残したほか、中谷将大（高卒6年目）もシーズン終盤に中堅手のレギュラーとしてほぼ継続的に起用された。その意味で、「超変革打線」の目指す方向性としては一定の成果は挙げたといえるが、一方で、打順を頻繁に入れ替える、いわゆる「日替わり打線」（または「猫の目打線」）の傾向が強かった。
- レギュラーシーズンを通して組んだスタメンの打順は「126通り」に達した（この年のシーズンは143試合）[8][9]。
- このうち、「1試合のみの打順」は「117通り」に達した[8][9]。
- 開幕13試合目の4月8日から7月24日まで81試合連続で新しい打順の組み合わせが続いた。以降も同じ並びが2試合以上続いたのは3回のみだった[8]。
- ほぼ「固定スタメン」を組めた試合は、開幕戦からの12試合のみにとどまった[8]。
- いわゆる「クリーンナップ」で出場した選手は、前年の8人から19人へと大幅に増加した（つまり、ほぼ固定できなかった）[8]。
- 規定打席に到達できた選手は、ゴメス、鳥谷、高山、福留の4人のみにとどまった。このうち、シーズンを通して「絶対的なレギュラー」であり続けたのは福留1人のみだった[8][10]。
- チームの打撃成績のほとんどの指標で、最下位または5位にとどまった[8][10]。

このように、「日替わり打線」といっても、相手投手や自チーム選手の調子等に応じて意識的に（戦略的に）そのような打線を編成していた、かつてのオリックス（仰木彬監督時代）やロッテ（ボビー・バレンタイン監督時代。いわゆる「マリンガン打線」）とは異なり、「『複数の若手野手に対して、コンスタントに出場機会（あるいは打席数）を与える必要があった』ために、『日替わり打線』にせざるを得なかった」のが実状であった。また、チームのスローガンをそのまま打線の愛称にしようとした意味では、「No Limit打線」（2008年、西武）と相通ずるが、「No Limit打線」は4年ぶりの日本一達成の大きな原動力になった一方で、「超変革打線」は（少なくとも、チーム成績という意味では）先述のように、充分な結果を残したとは言い難く、少なからず異なることが否めなかった。
いわば「超変革打線」は、「（事実上の）『再建モード』に突入せざるを得なかったチーム事情により、若手起用（世代交代）が急務となったことにより生まれた打線」といえる訳であり、いわゆる「強力打線」の概念に照らせば「異色の打線」であったことが、打線の基本的な性格であったといえる。

## 超変革打線の歴史
- 原則として、選手の年齢表記は当該シーズンの11月末日時点での年齢で表記することとする。
- 先述のように、基本的には「日替わり打線」の意味合いの強い打線であったため、基本布陣として示す打順編成はあくまでも一例であることに留意されたい。
- 長打、走塁、選球眼をも考慮した「選手の総合的な得点能力」を示す指標である「RC27」を、参考指標の一つとして記載している。
- 参考資料として、NPB.jp 日本野球機構（基本的な個人打撃成績）、ヌルデータ置き場（http://lcom.sakura.ne.jp/NulData/[出典無効][リンク切れ]、選手の出場記録等）を用いている。

### 2016年（基本的な選手編成）

#### 規定打席到達者
| 選手           | 主な打順 守備 | 年齢 | 打席 | 出場 （先発） | 打数 （安打数） | 打率 | 本塁打 | 打点 | 盗塁 | RC27 | 主な特記事項、獲得個人タイトル |
| -------------- | ------------- | ---- | ---- | ------------- | --------------- | ---- | ------ | ---- | ---- | ---- | --- |
| 福留孝介       | 4番・右翼手   | 39歳 | 左   | 131（122）    | 453（141）      | .311 | 11     | 59   | 0    | 6.84 | 年間を通してほぼ「4番・右翼手」として出場。 チーム内で唯一の「規定打席到達＆打率3割到達」（リーグ5位）。 出塁率「.392」（リーグ5位）、OPS「.845」（リーグ9位）、RC27「6.84」（リーグ6位。チームで唯一の5点台以上）は、いずれもチームトップ。                              |
| 鳥谷敬         | 7番・三塁手   | 35歳 | 左   | 143（115）    | 449（106）      | .236 | 7      | 36   | 13   | 4.10 | 4番、9番を除く全打順を経験。盗塁数13（リーグ8位）はチームトップ。 8月11日の対広島戦までは遊撃手として起用。 シーズン終盤は三塁手あるいは（左の）代打要員として起用。 |
| マウロ・ゴメス | 6番・一塁手   | 32歳 | 右   | 139（131）    | 498（127）      | .255 | 22     | 79   | 2    | 4.71 | 開幕当初は5番として起用（4番としても35試合で起用）。 オールスターゲーム明け以後は主に6番での起用。 22本塁打（リーグ9位）、79打点（リーグ9位）、IsoP「0.173」（リーグ13位）は、いずれもチームトップ。 併殺打13（リーグ5位）もチームトップ。三振数130はリーグトップだった。 |
| 髙山俊         | 3番・左翼手   | 23歳 | 左   | 134（118）    | 494（136）      | .275 | 8      | 65   | 5    | 4.29 | 新人王（この年のドラフト1位）。 開幕当初は1番として起用。シーズン中盤は下位打線での起用が主体。 8月20日の対巨人戦から「3番・左翼手」としてほぼ固定。 内野安打率「16.9％」はリーグトップ。板山が左翼手として起用される場合は中堅手として起用されることもあった。           |

#### レギュラークラス（規定打席未到達者）
| 選手     | 主な打順 守備 | 年齢 | 打席 | 出場 （先発） | 打数 （安打数） | 打率 | 本塁打 | 打点 | 盗塁 | RC27 | 主な特記事項 |
| -------- | ------------- | ---- | ---- | ------------- | --------------- | ---- | ------ | ---- | ---- | ---- | --- |
| 原口文仁 | 5番・捕手     | 24歳 | 右   | 107（79）     | 318（95）       | .299 | 11     | 46   | 1    | 6.05 | 4月27日に支配下選手登録がなされて、その日のうちに一軍登録。 5月22日の対広島戦以後はコンスタントに「5番・捕手」として起用。4番としても5試合にスタメン起用。 一塁手としても9試合にスタメン出場。11本塁打はチーム内で2位。RC27「6.05」は200打席以上の選手ではチーム内で2位であった。 |
| 北條史也 | 1番・遊撃手   | 22歳 | 右   | 122（99）     | 385（105）      | .273 | 5      | 33   | 6    | 4.62 | 開幕当初は（右の）代打要員でスタート。5月22日の対広島戦から三塁手（または二塁手）でコンスタントにスタメン起用。 8月12日の対中日戦から「1番・遊撃手」でほぼ固定。 |
| 大和     | 2番・二塁手   | 29歳 | 右   | 111（57）     | 229（53）       | .231 | 1      | 20   | 3    | 2.33 | いわゆるユーティリティープレイヤー。 二塁手として42試合、中堅手として12試合にスタメン出場。 2番打者として36試合出場。15犠打（リーグ5位）はチームトップ。 二塁手としての守備固めの起用も44試合あった。代走としての出場数17もチームトップ。                                         |
| 中谷将大 | 8番・中堅手   | 23歳 | 右   | 64（38）      | 154（41）       | .266 | 4      | 14   | 1    | 4.13 | シーズン終盤に中堅手のレギュラーとして起用。 開幕当初は2軍スタート。6月14日の対オリックス戦で一軍昇格。以後は一度も二軍落ちせずに継続的に起用され続けた。 |

#### その他の主な選手
| 選手           | 守備   | 年齢 | 打席 | 出場 （先発） | 打数 （安打数） | 打率 | 本塁打 | 打点 | 盗塁 | RC27  | 主な特記事項 |
| -------------- | ------ | ---- | ---- | ------------- | --------------- | ---- | ------ | ---- | ---- | ----- | --- |
| 岡﨑太一       | 捕手   | 33歳 | 右   | 38（24）      | 65（13）        | .200 | 0      | 5    | 1    | 2.42  | 「8番・捕手」として開幕スタメン。7月12日の対ヤクルト戦で負傷離脱。 シーズン前半に捕手として原口、梅野と併用で起用された。 |
| 梅野隆太郎     | 捕手   | 25歳 | 右   | 37（29）      | 89（12）        | .135 | 0      | 4    | 1    | -0.28 | シーズン前半は、捕手として原口、岡崎と併用で起用された。 しかしオールスターゲーム以後は、第2捕手の座を坂本に明け渡して、ほとんど二軍生活であった。 シーズン最終盤で改めて出場機会を得た。                                                                                  |
| 坂本誠志郎     | 捕手   | 23歳 | 右   | 28（18）      | 45（9）         | .200 | 1      | 2    | 0    | 2.11  | この年のドラフト2位。7月19日の対巨人戦でプロ初出場。 シーズン後半に捕手として原口と併用で起用された。 |
| 西岡剛         | 二塁手 | 32歳 | 両   | 55（49）      | 190（56）       | .295 | 0      | 15   | 6    | 4.42  | 「7番・二塁手」として開幕スタメン。 開幕から打撃好調で、シーズン中盤には5番としても起用された。 しかし、7月20日の対巨人戦で「左アキレス腱断裂」の重傷を負ってしまい、無念のシーズン終了。                                                                                  |
| 上本博紀       | 二塁手 | 30歳 | 右   | 45（24）      | 101（26）       | .257 | 2      | 8    | 3    | 5.27  | 西岡や大和が二塁手として優先的に起用された影響から、開幕から（右の）代打としての起用が多かった。 シーズン終盤は2番（または1番）としてスタメン起用される機会が増加した。 |
| 今成亮太       | 三塁手 | 29歳 | 左   | 82（23）      | 119（27）       | .227 | 0      | 5    | 1    | 2.11  | いわゆるユーティリティープレイヤー。 三塁手が主戦場ではあったが、起用法としては守備固めや（左の）代打としての出場が主体。 4月17日の対中日戦では、代打での出場後、自身3年ぶりの捕手としての出場となった。                                                                   |
| 新井良太       | 三塁手 | 33歳 | 右   | 46（20）      | 78（12）        | .154 | 3      | 8    | 1    | 2.12  | 三塁手が主戦場ではあったが、起用法としては（右の）代打としての出場が主体。 ただ、代打での出場試合数24は、狩野、今成（26試合）を下回り、不本意なシーズンに終わった。 |
| マット・ヘイグ | 三塁手 | 31歳 | 右   | 31（31）      | 104（24）       | .231 | 2      | 11   | 1    | 4.19  | 「3番・三塁手」として開幕スタメン。 開幕当初は打撃好調だったが、4月8日の対広島戦から、24打席でわずか1安打の絶不調に陥り、そのまま二軍落ち。 以後はほとんど出場機会を得られず、オールスターゲーム以後は事実上の構想外になった。                                             |
| 狩野恵輔       | 左翼手 | 33歳 | 右   | 66（11）      | 87（21）        | .241 | 3      | 17   | 0    | 3.33  | シーズンを通して、主に（右の）代打要員の一番手として起用され続けた。 代打での出場試合数55はチームトップ。左翼手としても9試合にスタメン出場。 |
| 板山祐太郎     | 左翼手 | 22歳 | 左   | 40（29）      | 106（25）       | .236 | 0      | 5    | 1    | 3.08  | この年のドラフト6位。4月22日の対広島戦でプロ初出場。 主にシーズン中盤に、「1番・左翼手」としてしばしばスタメン起用された。 シーズン終盤にも、左翼手（あるいは右翼手）としてコンスタントにスタメン起用された。                                                              |
| 横田慎太郎     | 中堅手 | 21歳 | 左   | 38（23）      | 105（20）       | .190 | 0      | 4    | 4    | 0.79  | 「2番・中堅手」として開幕スタメン。 走塁面で特徴をアピールするも、打撃面で結果を残せず、4月7日の対巨人戦を最後に、中堅手のスタメンの座を江越に明け渡した。 5月以後はほとんど出場機会を得られずにシーズン終了。                                                             |
| 江越大賀       | 中堅手 | 23歳 | 右   | 72（45）      | 191（40）       | .209 | 7      | 20   | 4    | 3.32  | 4月10日の対広島戦から「3番・中堅手」としてスタメン起用。 7月にも再び3番としてスタメン起用（3番として34試合出場）。 長打力で特徴をアピールするも、「PA/K」が「2.78」という突出した三振率。 好不調の波が激しく、シーズン終盤は中堅手のレギュラーを中谷に明け渡してしまった。 |

### 2016年（シーズン序盤）
| 打順 | 守備 | 選手           | 年齢 | 打席 | 打率 | 本塁打 | 打点 | 盗塁 | RC27 |
| ---- | ---- | -------------- | ---- | ---- | ---- | ------ | ---- | ---- | ---- |
| 1    | 左   | 高山俊         | 23歳 | 左   | .275 | 8      | 65   | 5    | 4.29 |
| 2    | 中   | 横田慎太郎     | 21歳 | 左   | .190 | 0      | 4    | 4    | 0.79 |
| 3    | 三   | マット・ヘイグ | 31歳 | 右   | .231 | 2      | 11   | 1    | 4.19 |
| 4    | 右   | 福留孝介       | 39歳 | 左   | .311 | 11     | 59   | 0    | 6.84 |
| 5    | 一   | マウロ・ゴメス | 32歳 | 右   | .255 | 22     | 79   | 2    | 4.71 |
| 6    | 遊   | 鳥谷敬         | 35歳 | 左   | .236 | 7      | 36   | 13   | 4.10 |
| 7    | 二   | 西岡剛         | 32歳 | 両   | .295 | 0      | 15   | 6    | 4.42 |
| 8    | 捕   | 岡崎太一       | 33歳 | 右   | .200 | 0      | 5    | 1    | 2.42 |

- 上記の基本布陣は、2016年シーズン開幕戦（3月25日、対中日戦）のスタメンである。
- シーズン開幕からの12試合では、「8番・捕手」として、岡崎と梅野が併用されたことを除けば、固定スタメンを編成していた。
- しかし、横田の不調、代打要員でスタートした江越の好調により、4月8日の対広島戦から、中堅手のスタメンは江越に変更。
- これに加えて、ヘイグの不調、福留の負傷離脱もあり、クリーンナップは程なくして「江越-ゴメス-鳥谷」という基本編成へと変更された。

### 2016年（シーズン中盤）
| 打順 | 守備 | 選手           | 年齢 | 打席 | 打率 | 本塁打 | 打点 | 盗塁 | RC27 |
| ---- | ---- | -------------- | ---- | ---- | ---- | ------ | ---- | ---- | ---- |
| 1    | 二   | 西岡剛         | 32歳 | 両   | .295 | 0      | 15   | 6    | 4.42 |
| 2    | 遊   | 鳥谷敬         | 35歳 | 左   | .236 | 7      | 36   | 13   | 4.10 |
| 3    | 中   | 江越大賀       | 23歳 | 右   | .209 | 7      | 20   | 4    | 3.32 |
| 4    | 右   | 福留孝介       | 39歳 | 左   | .311 | 11     | 59   | 0    | 6.84 |
| 5    | 捕   | 原口文仁       | 24歳 | 右   | .299 | 11     | 46   | 1    | 6.05 |
| 6    | 一   | マウロ・ゴメス | 32歳 | 右   | .255 | 22     | 79   | 2    | 4.71 |
| 7    | 左   | 高山俊         | 23歳 | 左   | .275 | 8      | 65   | 5    | 4.29 |
| 8    | 三   | 北條史也       | 22歳 | 右   | .273 | 5      | 33   | 6    | 4.62 |

- 上記の基本布陣は、オールスターゲーム明けの初戦（7月18日、対巨人戦）のスタメンである。
- 5月22日の対広島戦から、原口が「5番・捕手」としてコンスタントに起用。クリーンナップの基本編成が「福留-ゴメス-原口」に。
- その後、「ゴメス-福留-西岡」という編成を経て、7月7日の対中日戦から、江越を「3番・中堅手」として継続的に起用するようになった[注 11]。
- シーズン中盤は、高山、原口は体力的なことをも考慮されてか、スタメンから外れることが少なからずあった。
- 7月20日の対巨人戦で、西岡が「左アキレス腱断裂」の重傷を負ってしまい、無念のシーズン終了。
- 江越自身も好不調の波が激しく、8月16日の対広島戦を最後に、3番の座を高山に明け渡すことになった。

### 2016年（シーズン終盤）
| 打順 | 守備 | 選手           | 年齢 | 打席 | 打率 | 本塁打 | 打点 | 盗塁 | RC27 |
| ---- | ---- | -------------- | ---- | ---- | ---- | ------ | ---- | ---- | ---- |
| 1    | 遊   | 北條史也       | 22歳 | 右   | .273 | 5      | 33   | 6    | 4.62 |
| 2    | 二   | 大和           | 29歳 | 右   | .231 | 1      | 20   | 3    | 2.33 |
| 3    | 左   | 高山俊         | 23歳 | 左   | .275 | 8      | 65   | 5    | 4.29 |
| 4    | 右   | 福留孝介       | 39歳 | 左   | .311 | 11     | 59   | 0    | 6.84 |
| 5    | 捕   | 原口文仁       | 24歳 | 右   | .299 | 11     | 46   | 1    | 6.05 |
| 6    | 一   | マウロ・ゴメス | 32歳 | 右   | .255 | 22     | 79   | 2    | 4.71 |
| 7    | 三   | 鳥谷敬         | 35歳 | 左   | .236 | 7      | 36   | 13   | 4.10 |
| 8    | 中   | 中谷将大       | 23歳 | 右   | .266 | 4      | 14   | 1    | 4.13 |

- 上記の基本布陣は、「9月7日、対巨人戦」のスタメンである。
- 8月12日の対中日戦から、北條が「1番・遊撃手」にほぼ固定されるようになった。遊撃手であった鳥谷は、三塁手または（左の）代打として起用されるようになった。
- 8月20日の対巨人戦から、高山が「3番・左翼手」にほぼ固定されるようになった。クリーンナップの基本編成が「高山-福留-原口」に。
- 二塁手は、西岡の負傷離脱後は、大和と上本が併用で起用された。
- 中堅手は、8月17日の対広島戦から、中谷がレギュラーとしてほぼ継続的に起用された。
- シーズン最終盤は、板山が左翼手（または右翼手）としてコンスタントにスタメンで起用。板山を左翼手として起用する際は、高山が中堅手として起用された。
- シーズン終盤では、原口が4番として5試合にスタメン起用された（プロ入り初めての4番起用は、7月31日の対中日戦）。
- 捕手は、原口に加えて坂本も併用で起用された。また、シーズン最終盤は、梅野も併用で起用されることがあった。

## 参考（2015年）

### 基本布陣
| 打順 | 守備 | 選手             | 年齢 | 打席 | 出場（先発） | 打数（安打数） | 打率 | 本塁打 | 打点 | 盗塁 | RC27 | 主な特記事項、獲得個人タイトル |
| ---- | ---- | ---------------- | ---- | ---- | ------------ | -------------- | ---- | ------ | ---- | ---- | ---- | --- |
| 1    | 遊   | 鳥谷敬           | 34歳 | 左   | 143（143）   | 551（155）     | .281 | 6      | 42   | 9    | 5.42 | ベストナイン（遊）、ゴールデングラブ賞（遊） 打率リーグ7位、出塁率リーグ4位。 四球数89（リーグ2位）はチームトップ。                                         |
| 2    | 二   | 上本博紀         | 29歳 | 右   | 108（103）   | 375（95）      | .253 | 4      | 31   | 19   | 4.02 | 負傷離脱期間を除けば、二塁手のレギュラーとして継続起用された。 盗塁数19（リーグ5位）、犠打数29（リーグ3位）はチームトップ。                                 |
| 3    | 右   | 福留孝介         | 38歳 | 左   | 140（133）   | 495（139）     | .281 | 20     | 76   | 1    | 5.76 | ベストナイン（外）、ゴールデングラブ賞（外） 打率リーグ8位、本塁打リーグ5位、打点リーグ4位、出塁率リーグ8位。 RC27はチームトップ。                          |
| 4    | 一   | マウロ・ゴメス   | 31歳 | 右   | 143（143）   | 520（141）     | .271 | 17     | 72   | 0    | 5.42 | 本塁打リーグ8位、打点リーグ6位、出塁率リーグ7位。 三振数134（リーグ2位、チームトップ）、四球数72（リーグ4位、チーム2位）。 4番として128試合にスタメン出場。 |
| 5    | 左   | マット・マートン | 34歳 | 右   | 140（140）   | 544（150）     | .276 | 9      | 59   | 0    | 3.79 | 打率はリーグ9位だが、RC27はリーグ22位（リーグワースト3位）にとどまった。                                                                                    |
| 6    | 三   | 今成亮太         | 28歳 | 左   | 93（69）     | 269（76）      | .283 | 1      | 16   | 1    | 4.23 | 規定打席未到達者。 三塁手として、西岡、新井良と併用で起用された。                                                                                           |
| 7    | 中   | 江越大賀         | 22歳 | 右   | 56（46）     | 168（36）      | .214 | 5      | 16   | 2    | 3.40 | この年のドラフト3位。規定打席未到達者。 中堅手として、伊藤隼、大和と併用で起用された。 主にシーズン後半に長打力で特徴をアピールした。                       |
| 8    | 捕   | 鶴岡一成         | 38歳 | 右   | 70（57）     | 153（35）      | .229 | 1      | 15   | 0    | 2.93 | 規定打席未到達者。 捕手として、藤井、梅野と併用で起用された。 翌2016年シーズンを以て現役引退した。                                                          |

### その他の主な選手
| 選手       | 守備   | 年齢 | 打席 | 出場（先発） | 打数（安打数） | 打率 | 本塁打 | 打点 | 盗塁 | RC27 | 主な特記事項 |
| ---------- | ------ | ---- | ---- | ------------ | -------------- | ---- | ------ | ---- | ---- | ---- | --- |
| 藤井彰人   | 捕手   | 39歳 | 右   | 71（50）     | 134（23）      | .172 | 0      | 3    | 0    | 1.62 | 捕手として、鶴岡、梅野と併用で起用された。 このシーズンを以て現役引退した。 |
| 梅野隆太郎 | 捕手   | 24歳 | 右   | 56（35）     | 138（33）      | .239 | 4      | 18   | 0    | 3.44 | 捕手として、鶴岡、藤井と併用で起用された。 |
| 西岡剛     | 三塁手 | 31歳 | 両   | 50（44）     | 172（45）      | .262 | 2      | 14   | 1    | 3.99 | 三塁手として、今成、新井良と併用で起用された。 主にシーズン前半に3番（あるいは1番）で起用されたが、負傷に苦しんだ。                                                                    |
| 新井良太   | 三塁手 | 32歳 | 右   | 93（28）     | 150（29）      | .193 | 4      | 19   | 1    | 2.39 | 三塁手が主戦場ではあったが、起用法としては（右の）代打としての出場が主体。 代打での出場試合数63はチームトップであった。                                                                |
| 狩野恵輔   | 左翼手 | 32歳 | 右   | 66（7）      | 84（23）       | .274 | 3      | 13   | 1    | 4.86 | シーズンを通して、主に（右の）代打要員として起用され続けた。 代打での出場試合数57はチーム内で2位。                                                                                     |
| 俊介       | 左翼手 | 28歳 | 右   | 112（19）    | 102（25）      | .245 | 0      | 2    | 3    | 2.79 | 主に守備固め。 左翼手として42試合、中堅手として17試合に守備固めで起用。 また、中堅手としてのスタメン起用が17試合あった。                                                               |
| 伊藤隼太   | 中堅手 | 26歳 | 左   | 63（38）     | 135（34）      | .252 | 2      | 12   | 0    | 3.81 | 中堅手として、江越、大和と併用で起用された。 シーズン前半に中堅手で出場機会を得るが、負傷もあり中堅手のレギュラーを江越に明け渡す。 シーズン終盤は再び中堅手としてしばしば起用された。 |
| 大和       | 中堅手 | 28歳 | 右   | 123（65）    | 249（56）      | .225 | 0      | 12   | 5    | 1.83 | 中堅手として、江越、伊藤隼と併用で起用された。 中堅手として30試合、二塁手として34試合にスタメン起用。 また、中堅手として48試合に守備固めで起用。犠打数28（リーグ4位、チーム2位）。     |

## その後の阪神打線

### 2017年
- 先述のように、チームスローガンは「挑む」へと変更されたが、金本監督は「『超変革』という基本的な精神、姿勢は継続する」という趣旨のことを述べている[5]。
- このシーズンを迎えるにあたってのオフは、主だった選手の動きは、外国人選手であるゴメス、ヘイグの退団、FAとして糸井嘉男を、新外国人としてエリック・キャンベルを獲得したこと以外は、日本人選手のトレードなども行わず、基本的には現有戦力の底上げでシーズンに備えることになった。
- 詳細は歩いてまえ打線を参照。